# David Franzoni
David Harold Franzoni, geboren op 4 maart 1947, is een Amerikaanse scenarioschrijver en filmproducent. Tijdens de 73ste Oscaruitreiking kreeg hij een Oscarnominatie voor beste script, voor de film Gladiator.

## Filmografie
- Jumpin' Jack Flash (1986)
- Citizen Cohn (1992) (tv)
- Amistad (1997)
- Gladiator (2000)
- King Arthur (2004)

- Biblioteca Nacional de España: XX1059030
- Bibliothèque nationale de France: cb13206108d (data)
- Gemeinsame Normdatei: 133472841
- International Standard Name Identifier: 0000 0001 0914 3022
- Library of Congress Control Number: n98069320
- Nationale Bibliotheek van Tsjechië: xx0062530
- Nationale Bibliotheek van Israël: 987007422713905171
- Nederlandse Thesaurus van Auteursnamen: 16721327X
- SNAC: w66z3jtv
- Système universitaire de documentation: 056547544
- Virtual International Authority File: 71535547
- WorldCat: E39PBJjHgVtvTXYYtgCjRRXw4q